# Leave Home

Ramones

Leave Home – drugi album zespołu Ramones, wydany 10 stycznia 1977 roku przez Sire Records. Reedycja z czerwca 2001 (Rhino Records) została uzupełniona dodatkowymi utworami.

## Lista utworów
| 1.  | „Glad to See You Go” (Dee Dee Ramone/Joey Ramone)                       | 2:10  |
|     |                                                                         |       |
| 2.  | „Gimme Gimme Shock Treatment” (Dee Dee Ramone/Johnny Ramone)            | 1:38  |
|     |                                                                         |       |
| 3.  | „I Remember You” (Joey Ramone)                                          | 2:15  |
|     |                                                                         |       |
| 4.  | „Oh, Oh, I Love Her So"” (Joey Ramone)                                  | 2:03  |
|     |                                                                         |       |
| 5.  | „Carbona Not Glue” (Dee Dee Ramone)                                     | 1:56  |
|     |                                                                         |       |
| 6.  | „Suzy Is a Headbanger” (Dee Dee Ramone/Joey Ramone)                     | 2:08  |
|     |                                                                         |       |
| 7.  | „Pinhead” (Dee Dee Ramone)                                              | 2:42  |
|     |                                                                         |       |
| 8.  | „Now I Wanna Be a Good Boy” (Dee Dee Ramone)                            | 2:10  |
|     |                                                                         |       |
| 9.  | „Swallow My Pride” (Joey Ramone)                                        | 2:03  |
|     |                                                                         |       |
| 10. | „What's Your Game” (Joey Ramone)                                        | 2:33  |
|     |                                                                         |       |
| 11. | „California Sun” (Henry Glover/Morris Levy)                             | 1:58  |
|     |                                                                         |       |
| 12. | „Commando” (Dee Dee Ramone)                                             | 1:51  |
|     |                                                                         |       |
| 13. | „You're Gonna Kill That Girl” (Joey Ramone)                             | 2:36  |
|     |                                                                         |       |
| 14. | „You Should Never Have Opened That Door” (Dee Dee Ramone/Johnny Ramone) | 1:54  |
|     |                                                                         |       |
|     |                                                                         | 29:57 |
|     |                                                                         |       |

### CD 2001 (Rhino Records)
Utwory bonusowe na CD:
| 15. | „Babysitter” (Joey Ramone)                             | 2:44  |
|     |                                                        |       |
| 16. | „Loudmouth” (Ramones)                                  | 2:08  |
|     |                                                        |       |
| 17. | „Beat on the Brat” (Joey Ramone)                       | 2:36  |
|     |                                                        |       |
| 18. | „Blitzkrieg Bop” (Tommy Ramone/Dee Dee Ramone)         | 2:13  |
|     |                                                        |       |
| 19. | „I Remember You” (Joey Ramone)                         | 2:17  |
|     |                                                        |       |
| 20. | „Glad to See You Go” (Dee Dee Ramone/Joey Ramone)      | 2:03  |
|     |                                                        |       |
| 21. | „Chain Saw” (Joey Ramone)                              | 1:51  |
|     |                                                        |       |
| 22. | „53rd & 3rd” (Dee Dee Ramone)                          | 2:27  |
|     |                                                        |       |
| 23. | „I Wanna Be Your Boyfriend” (Tommy Ramone)             | 2:22  |
|     |                                                        |       |
| 24. | „Havana Affair” (Dee Dee Ramone/Johnny Ramone)         | 1:53  |
|     |                                                        |       |
| 25. | „Listen to My Heart” (Dee Dee Ramone)                  | 1:47  |
|     |                                                        |       |
| 26. | „California Sun” (Henry Glover/Morris Levy)            | 1:58  |
|     |                                                        |       |
| 27. | „Judy Is a Punk” (Joey Ramone)                         | 1:23  |
|     |                                                        |       |
| 28. | „I Don’t Wanna Walk Around With You” (Dee Dee Ramone)  | 1:31  |
|     |                                                        |       |
| 29. | „Today Your Love, Tomorrow the World” (Dee Dee Ramone) | 2:52  |
|     |                                                        |       |
| 30. | „Now I Wanna Sniff Some Glue” (Dee Dee Ramone)         | 1:28  |
|     |                                                        |       |
| 31. | „Let’s Dance” (Jim Lee)                                | 2:06  |
|     |                                                        |       |
|     |                                                        | 35:39 |
|     |                                                        |       |
- Utwory nr 16–31 nagrano 8 grudnia 1976 podczas koncertu w klubie „The Roxy” w Hollywood.

## Skład
- Joey Ramone – wokal
- Johnny Ramone – gitara
- Dee Dee Ramone – gitara basowa
- Tommy Ramone – perkusja, producent
- Tony Bongiovi – producent
- Ed Stasium – inżynier
- Greg Calbi – mastering
- Moshe Brakha – fotograf (front okładki)
- Arturo Vega – fotograf (tył okładki)
- John Gillespie – kierownictwo artystyczne
- Pat Chiono – projekt okładki